# گژگوش میتسوگوف
گژگوش میتسوگوف ( لهستانی: Grzegorz Miecugow; ۲۲ نوامبر ۱۹۵۵ – ۲۶ اوت ۲۰۱۷) روزنامه‌نگار، گوینده اخبار، ستون‌نویس ارمنی-گرجی‌تبار اهل لهستان بود.

## زندگی‌نامه
وی در ۲۲ نوامبر ۱۹۵۵ در کراکوف به دنیا آمد و از دانشگاه ورشو فارغ‌التحصیل گشت. وی همچنین برنده جوایزی همچون جایزه Ostre Pióro (۲۰۰۵)، جایزه Wiktory (۲۰۰۶)
 و گلابی طلایی (۲۰۰۸) شد. وی در ۲۶ اوت ۲۰۱۷ در سن ۶۱ سالگی در ورشو به علت بیماری سرطان ریه درگذشت و در آرامستان نظامی Powązki به خاک سپرده شد.

## نگارخانه

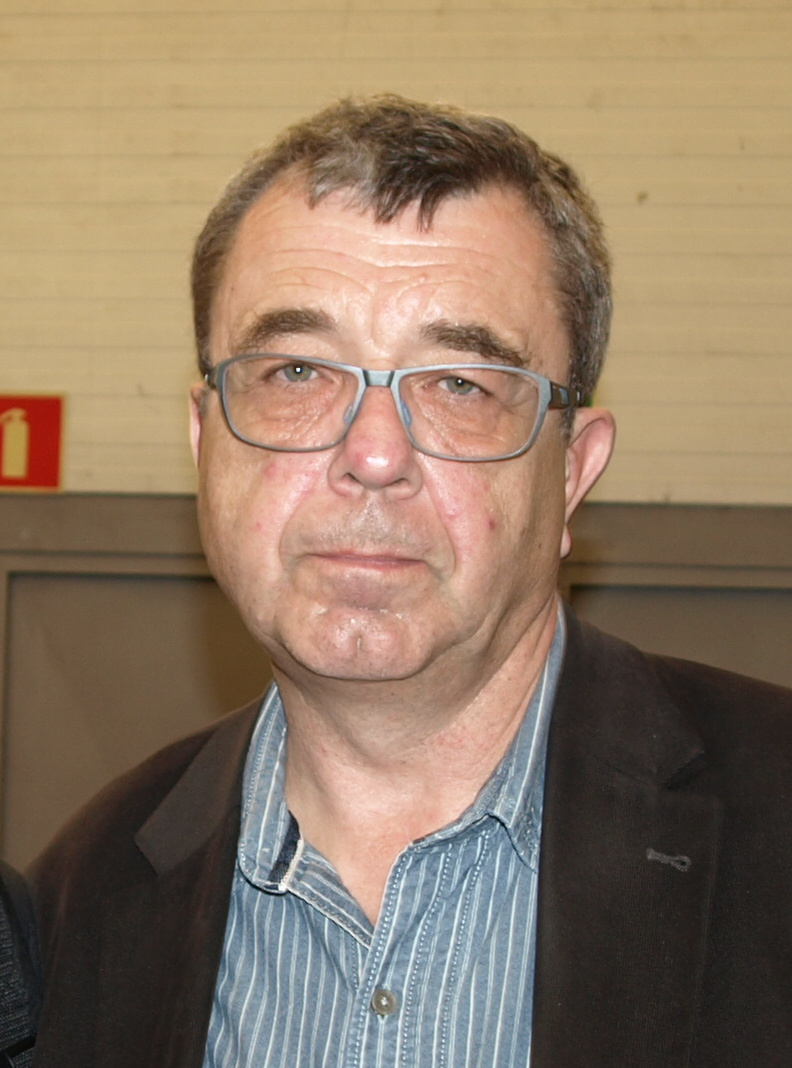
گژگوش میتسوگوف (۲۰۱۱)
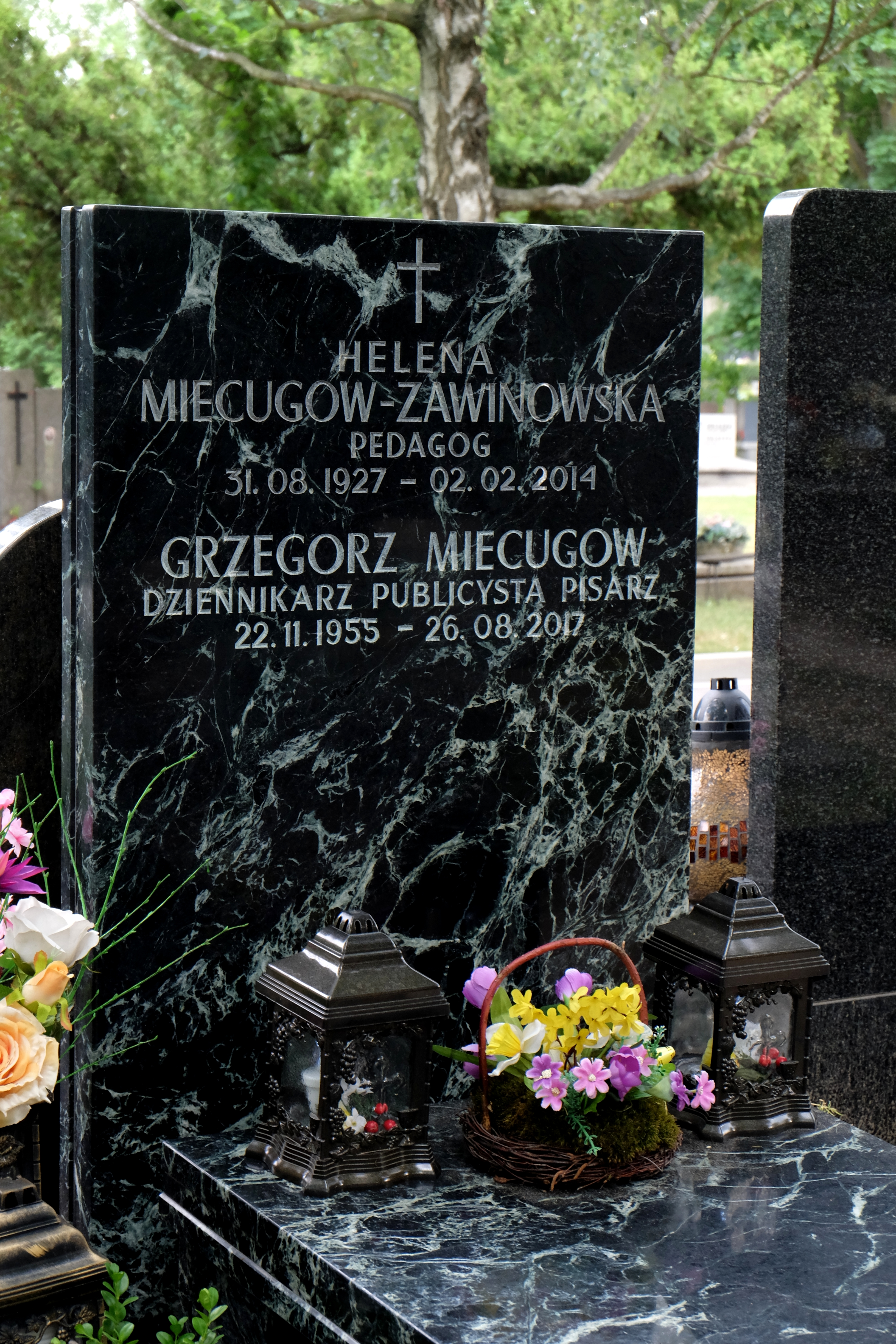